# Яковлівка (Баштанський район)
Я́ковлівка — село в Україні, у Березнегуватській селищній громаді Баштанського району Миколаївської області. Населення становить 165 осіб.